# Nanni Loy
Giovanni Battista "Nanni" Loy, född 23 oktober 1925 i Cagliari, Sardinien, död 21 augusti 1995 i Rom, var en italiensk filmregissör och manusförfattare.

## Filmografi i urval
- 1959 – Flickan och tjuvligan (regi)
- 1961 – Nattens sabotörer (manus och regi)
- 1962 – Neapel - ockuperad stad (manus och regi)
- 1965 – Heja Italien (manus och regi)
- 1971 – Häktad! (regi)
- 1984 – Jag skulle hälsa från Picone (manus och regi)
- 1989 – Pojkarna från Neapel (manus och regi)
- 1995 – Vad lider natten? (manus och regi)